# قبيلة عك

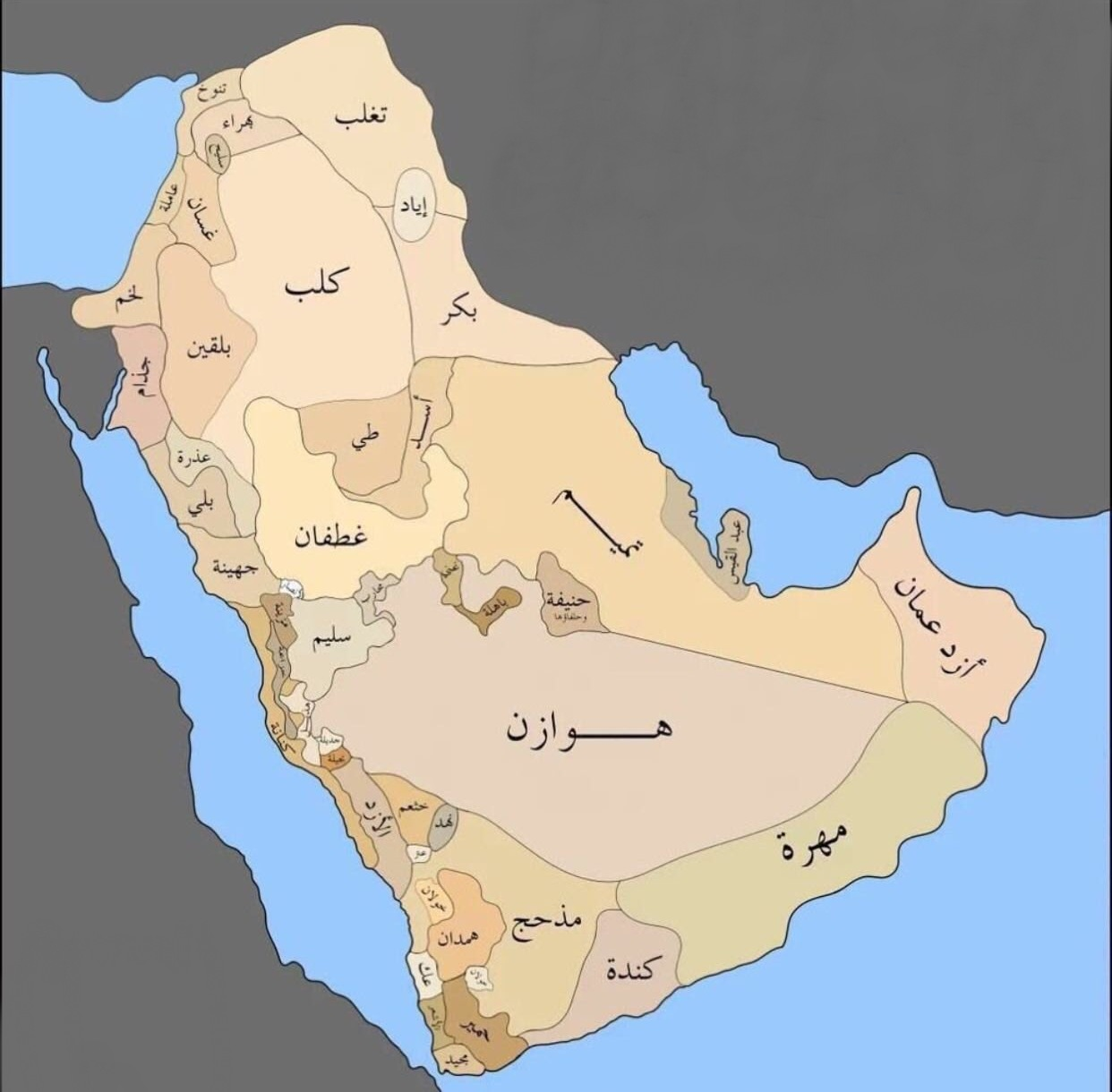
بلاد عك في العصر الجاهلي حتى الإسلام، وهم يسكنون تهامة ما بين الأشعر وحكم من مذحج، وغرب همدان وحمير، وشرق البحر الأحمر.

عك: قبيلة عربية من قبائل اليمن. كانت إذا خرجت إلى مكة للحج قدمت في صدر الركب غلامين أسودين ليبدآ التلبية بقولهما: «نحن غرابا عك»، فيرد عليهما الباقون: «عك إليك عانية، عبادك اليمانية، كيما نحج ثانية». جاء ذكر القبيلة في نقوش المسند اليمنية القديمة المعثور عليها في محرم بلقيس، ومنها نقش مسند من عهد شمر يهرعش يذكر تقديمه قربانا إلى الإله بمناسبة عودته من عمله في منطقة قبيلة عك. كما ورد اسمها في العديد من النقوش الأخرى، منها نقش سبئي عثر عليه في وادي ربد سنحان، وجاء اسمها في بعض النقوش كأرض في اليمن. وجعل ياقوت الحموي عك من مخاليف اليمن، وقال: «عك قبيلة يضاف إليها مخلاف في اليمن، ومقابله مرساها دهلك». وقد نقل المؤرخ بلينيوس الأكبر (23م- 79م) عن تقرير أيليوس غالوس المدون سنة 24 ق م شعب عربي سبئي يدعى (Actaei) في جنوب الجزيرة العربية على ساحل البحر الأحمر، مواطنه هي المواطن التي نسبها النسابون إلى عك. كما ذكرت جغرافية بطليموس اسم شعب من الشعوب العربية، دعي بـ (Akkitae/Akkitai) في جنوب غرب جزيرة العرب. وعلى ذلك تكون إشارة أيليوس غالوس إليهم سنة 24 ق م أقدم إشارة إلى هذه القبيلة في التاريخ، وتكون عك بذلك من القبائل المعروفة قبل الميلاد بزمان طويل.
كانت قبيلة عك تسكن تهامة اليمن، وكانت تنتشر من وادي ذؤال جنوبا إلى وادي مور شمالاً في تهامة (ضمن محافظة الحديدة حاليًا). قال الهمداني يذكر مساكن عك: « ذوال المعقر، والكدراء: مدينة يسكنها خليط من عك والأشعر، وباديتها جميعاً من عك. ثم المهجم: وهي مدينة سردد، وأكثر بواديها - وأهل البأس منهم خولان - من أعلاها وأسفلها وشماليها لعكّ. ومورٌ: وبه مدينة تسمى بلحة لعكّ، ومور أحد مشارب اليمن الكبار». وبقت عك أقوى قبيلة في زبيد وذوال حتى القرن السادس الهجري، وكانوا أكثر القبائل تمرداً وانتفاضة في اليمن ضد الدولة العباسية، وقد تبعوا القرامطة، وقد وصفهم عمارة الحكمي قائلاً: «عك بن عدنان من أقوى قبائل تهامة وأكثرهم.. وهم قوم أغمار جهال شجعان لا يرهبون الموت ولا من بعده، يطرحون بأنفسهم ولا يبالون بها». وقاعدتهم الرئيسية مدينة زبيد.
في مطلع السنة السابعة من الهجرة وفد ستة رجال من عك مع أبي موسى الأشعري، قدموا في سفن في البحر، ثم نزلوا الساحل وذهبوا برًّا إلى المدينة، فرأوا الرسول وبايعوه. وفي العام التالي قدمت غافق، بطن من عك، إلى الرسول مبايعة، وجاء في الطبقات الكبرى: «وقدم جليحة بن شجار بن صحار الغافقي على رسول الله - صلى الله عليه وسلم - في رجال من قومه فقالوا: يا رسول الله نحن الكواهل من قومنا، وقد أسلمنا، وصدقاتنا محبوسة بأفنيتنا. فقال: لكم ما للمسلمين وعليكم ما عليهم. فقال عوز بن سرير الغافقي: آمنا بالله واتبعنا الرسول». وكانت عك أول المنتقضين بعد النبي مع الأشعريين، وذلك أنهم حين بلغهم موت النبي تجمعوا وأقاموا على الأعلاب طريق الساحل، فسار إليهم الطاهر بن أبي هالة ومعه مسروق العكي فهزمهم، وعرفت الجموع من عك ومن تأشب إليهم: الأخابث.
كان لقبيلة عك دور بارز في فتوح الشام، حيث كان مسروق العكي أميراً على كردوس يضم ألف مقاتل في معركة اليرموك. وكان لعك إسهام رئيس في فتح مصر، وكانوا كل جيش عمرو بن العاص البالغ أربعة آلاف، وجاء في كتاب فتوح مصر وأخبارها: «فلما قدم عمر بن الخطاب الجابية، قام إليه عمرو فخلا به، وقال: يا أمير المؤمنين ائذن لي أن أسير إلى مصر، وحرّضه عليها وقال: إنك إن فتحتها كانت قوّة للمسلمين وعونا لهم، وهي أكثر الأرض أموالا وأعجزها عن القتال والحرب، فتخّوف عمر بن الخطّاب على المسلمين، وكره ذلك. فلم يزل عمرو يعظّم أمرها عند عمر بن الخطّاب ويخبره بحالها ويهوّن عليه فتحها، حتى ركن لذلك عمر، فعقد له على أربعة آلاف رجل كلهم من عكّ». واستقرت عك وهم أربعة آلاف - ثلثهم غافق - في أماكن كثيرة بمصر، وكانت خطتهم الرئيسة بالجيزة. قال ابن عبد الحكم: «قرى عكّ التي يأخذ فيها عظمهم: بوصير، ومنوف، ودسبندس وأتريب»، وأشارت المصادر أن خطة غافق من عك كانت الأكثر إتساعاً لكثرتهم. ومن تأثيرهم على المصريين نطق الجيم غير معطشة بدلاً من الجيم مثل قولهم: حگر بدلاً من حجر، أي الحصى، واستبدال (أل التعريف) بـ (إم الحميرية) مثل قولهم: إمبارح بدلا من البارح، أي أمس. وتسميتهم للمدن مثل: إمبابة وغيرها.
شهدت عك مع أبو موسى الأشعري فتوح الأهواز ومعركة نهاوند، مما قد يدل على أن عك التحقت بالجيوش الإسلامية بعد فتح المدائن. وشارك معظم عك في موقعة صفين في صف معاوية بن أبي سفيان بقيادة زعيمهم مسروق العكي، وكان مسروق عثمانيًا من المطالبين بأخذ الثأر لعثمان. وكان من عك فرقة صغيرة كانت في جيش علي بن أبي طالب. وفي صفين قاتلت عك قتالاً شديدًا، وكانوا درعاً حصيناً لعمرو بن العاص لما عقد له لواء صفين، وجعل ابن العاص عك بإزاء همدان، فالتحم الطرفان في قتال عنيف وكثر القتل فكفوا القتال. وفي ليلة الهرير من صفين جعل معاوية إزاءهم مذحج، وكان بين الجمعان قتال عنيف قتل فيه خلق كثير، وقتل من أعلامهم مع معاوية بن أبي سفيان: فيروز بن صالح العكي، وأبو خراش عمرو العكي. وقتل مع علي بن أبي طالب: عبد الله بن جريش العكي، ومطرف بن حصين العكي. وكان زعيمهم مسروق العكي ممن شهد على وثيقة الموادعة في صفين. وشاركت عك في فتوح إفريقية والأندلس، ودارهم بالأندلس معروفة باسمهم، في الجوف شمال قرطبة.

## النسب
تعد عك من القبائل العربية الجنوبية القديمة، واختلف النسّابة في نسبها على أقوال منها:
- القول الأول: عك بن عدنان، وهو شقيق معد بن عدنان.[43]
- القول الثاني: عك - واسمه الحارث - بن الديث بن عدنان.[44]
- القول الثالث: عك بن الغوث بن بدر بن زيد بن كهلان.[45]
- القول الرابع: عك بن عدنان بن بدر بن زيد بن كهلان.[46]
- القول الخامس: عك بن عدنان بن عبد الله بن الأزد.[47][48]
- القول السادس: عك من بني سبأ بن يشجب بن يعرب بن قحطان، وهو قول من استشهد بما رواه أحمد بن حنبل بسنده عن فروة بن المسيك المرادي، قال:«أَتيتُ رسولَ الله صَلَّي اللهُ عَلَّيْهِ وَسَلَّمَ، فسمعتُ رجلًا، يقول: يا رسولَ الله، أَرضٌ سبأٌ أَو امرأَةٌ؟ قال: "ليسَ بأرضٍ ولا امرأَة، ولكنَّه رجلٌ وَلَدَ عَشَرةً من العربِ، تَشاءَمَ منهم أَربعةٌ، وتَيَمَّنَ سِتةٌ، فأما الذين تَشاءَمُوا: فعَكٌّ، ولَخْمٌ، وغسَّانُ، وعامِلةُ، وأمَّا الذين تيمَّنوا: فالأَزدُ، وكِنْدةُ، ومَذْحِج، وحِمْيَر، والأَشعريُّون، وأَنمار».[49][50]

ونجد النسابة ينسبون عك تارة لكهلان وتارة أخرى لعدنان، ويشير اختلاف النسابين هذا في نسب عك إلى اختلاط قبائل عك بقبائل عدنان وبقبائل اليمن في الأمصار بعد الفتوح الإسلامية، فانتمى قسم منهم إلى عدنان، وقسم منهم إلى اليمن في صدر الإسلام وفي عهد الدولة الأموية وتنظيمها، ومن هنا وقع هذا الاختلاف لدى النسابين في رسم شجرات الأنساب لعوامل عديدة: سياسية وجغرافية وعاطفية. وفي ذلك قال جواد علي:«تصور جماعة من النسابين وجود صلة بين "عك" و"الأزد"؛ والظاهر أن ذلك إنما وقع لهم من اختلاط منازل القبيلتين. وزعم بعض الأخباريين أن نسب عك كان في اليمن في الأصل، ثم انتقل إلى معد، بعد قتال وقع بين عك وغسان في تهامة، تغلبت فيه غسان على عك، فأجلتها عن أوطانها، فمن ثم انتفت عك من اليمن، وانتسبت في معد».

### بطون عك
ذكر أبو محمد الهمداني في الأكليل البطون والعشائر الرئيسية لقبيلة عك بأنهم: «بنو أكرم من عك، بنو وداع بن ساعدة من عك، وبنو ودعة بن الزبرة من عك، وبنو مرهبة من عك، وبنو غافق بن شاهد بن عك... ومن قدماء عك: ذؤال بن شبوة بن ثوبان بن عك، وباسمه سمي وادي ذؤال بتهامة». بينما ذكر البلاذري عن ابن الكلبي بطون عك كالآتي: «الشاهد بن عك وبنوه ساعدة وغافق، وصحار بن عك وبنوه السمناة وعبس وبولان».

## من أعلام قبيلة عك
اشتهر من قبيلة عكٍّ أعلام كثيرون، ذكرتهم كتب التاريخ، ومنهم:
- الأقرع بن شفي العكي: صحابي جليل عاده النبي في مرضه عندما كان مريضا.[54]
- أبو زيد الغافقي، صحابي جليل .
- أمير الأندلس عبد الرحمن الغافقي: وهو عبد الرحمن بن عبد الله بن مخش بن زيد بن جبلة بن ظهير بن العائذ بن عائذ بن غافق بن الشاهد بن علقمة بن عك.[55]
- مهجع بن صالح العكي: أول قتيل من المسلمين يوم بدر.[56]
- الصحابي الجليل كرز بن عبد وقيل ابن عبيد العكي.[57]
- مقاتل بن حكيم العكي: من رجال دولة بني العبَّاس.[58]
- محمد بن مقاتل العكي: حاكم إفريقية في القرن الثالث الهجري.[59]
- يحيى بن أبي الخير العمراني: عالم وفقيه شافعي ومن كبار أئمة الشافعية.[60]
- محمد بن أسلم الغافقي: طبيب وجرّاح عيون وصيدلي أندلسي، وهو أول من أجرى عملية جراحية في التاريخ.
- سودة بنت عك: وهي أم مضر بن نزار بن معد بن عدنان.[61][62]
- شقيقة بنت عك: وهي أم ربيعة وأنمار ابني معد بن عدنان.[61][63]
- ابنة غافق بن الشاهد بن عك: أم الحافي بن قضاعة.[64]
- هند بنت مالك بن الغافق: أم قبيلة خثعم.[65]